# Gregor I. Gans
Gregor I. Gans (auch Gregor Gens; * in Volkach; † 26. August 1701) war von 1686 bis 1701 Abt des Benediktinerklosters im unterfränkischen Obertheres.

## Leben
Gregor Gans wurde wohl in der zweiten Hälfte des 17. Jahrhunderts in der hochstiftischen Amtsstadt Volkach geboren. Über die Familie des späteren Abtes schweigen die Quellen. Ebenso liegt die schulische Ausbildung von Gans im Dunkeln. Gregor Gans trat wahrscheinlich früh in das Benediktinerkloster Theres ein, das wie seine Heimatstadt Volkach im Bistum Würzburg lag, aber dem Herrschaftsgebiet des Fürstbischofs von Bamberg zugeordnet blieb.
Nach dem Tod des Abtes Anton Reuter im August 1686 wurde eine Abtswahl im Kloster notwendig, aus der Gans am 11. September 1686 als Sieger hervorging. Er förderte bald die Rosenkranzbruderschaft des Klosters, die von Abt Johannes Bärmann gegründet worden war. Gans stand im Ruf, ein guter Prediger zu sein, ihm gelang es bereits 1688, einen Kompromiss zwischen Würzburg und Bamberg zu finden, die beide um die Oberherrschaft über das Kloster rangen. Fortan war allein Würzburg für die Abtei zuständig.
Dem Abt gelang es auch, das Herrschaftsgebiet des Klosters abzurunden, nachdem der Dreißigjährige Krieg viele Gebiete entfremdet hatte. So tauschte er das Patronat der Himmelfahrtskirche in Großwenkheim gegen die Orte Marktsteinach und Gädheim in unmittelbarer Nähe der Abtei. Marktsteinach und Gädheim waren zuvor Teil des Klosters Maria Bildhausen. Abt Gregor Gans verstarb am 26. August 1701.

## Werke
- Gregor Gans: Decachordum poematicum ab Apolline novemque eius sororibus ... in faustissima anniversaria electionis die in abbatem ... Gregorii, celeberrimi monasterii ad SS. Vitum & Stephanum in Theres. Theres 1687.